# حي الشهداء (سيحوت)
حي الشهداء هو أحد أحياء مدينة سيحوت بمحافظة المهرة اليمنية، بلغ تعداد سكانه 1495 نسمة حسب التعداد السكاني في اليمن لعام 2004.